# Chiesa della Natività della Beata Vergine Maria (Fonzaso)
La chiesa della Natività della Beata Vergine Maria è la parrocchiale di Fonzaso, in provincia di Belluno e diocesi di Padova; fa parte del vicariato di Valstagna-Fonzaso.

## Storia

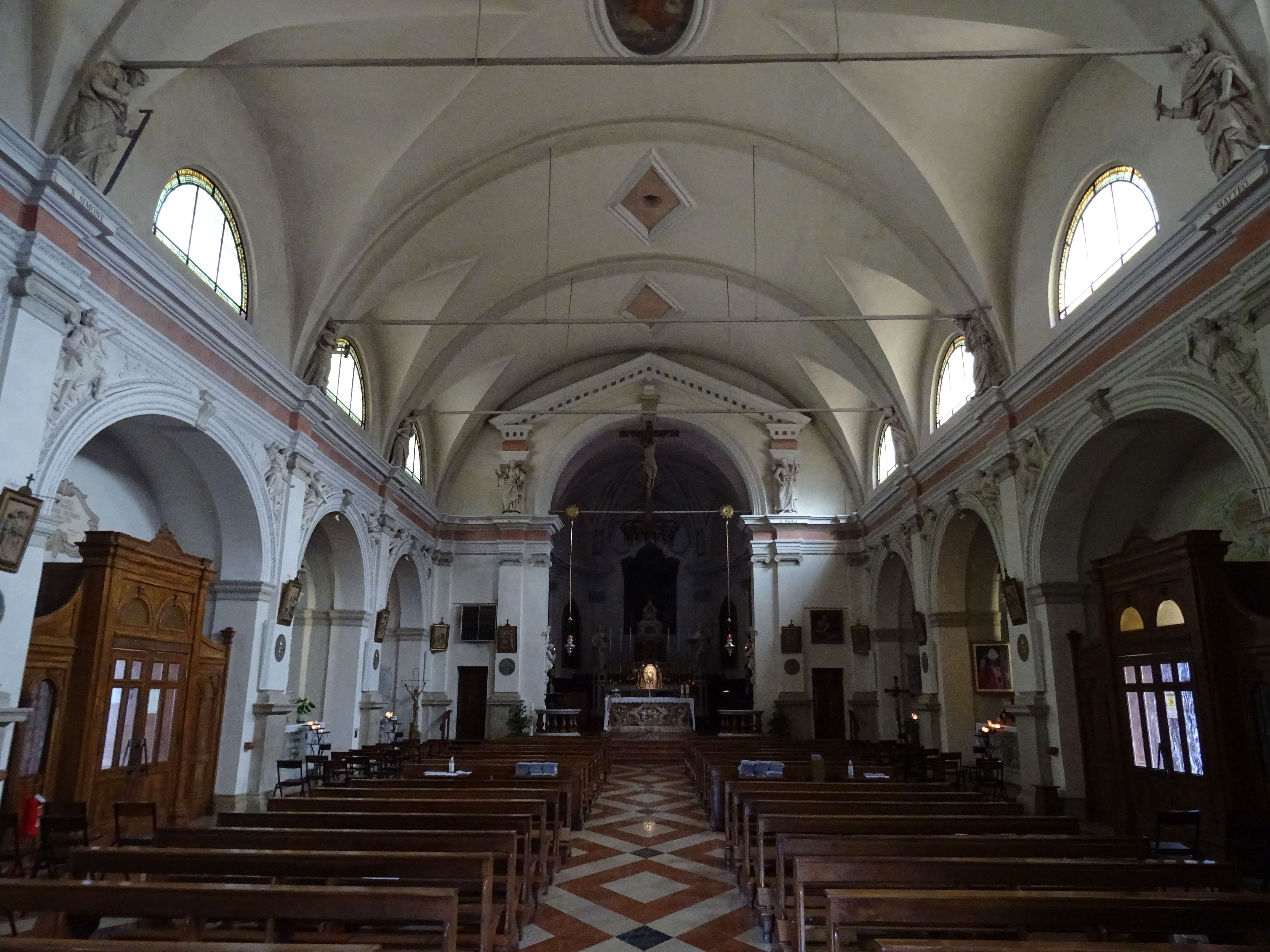
Interno

La prima citazione della pieve di Fonzaso risale al 1297. Si sa che questa pieve, la quale era stata costruita a cavallo tra i secoli XII e XIII, venne distrutta da un incendio nel 1581. L'attuale parrocchiale venne edificata nel 1610. Nel 1921 la parrocchia di Fonzaso fu ridotta di dimensioni in seguito all'erezione di quella di Arten. L'edificio fu poi ristrutturato nel 1969.

## Interno
Opere di pregio custodite all'interno della chiesa sono due statue, i cui soggetti sono i Santi Vittore e Corona, scolpite nel XVII secolo da Francesco Terilli, ed altrettante pale, raffiguranti una il Compianto su Gesù morto e l'altra l'Annunciazione, dipinte rispettivamente da Gerolamo Dal Zocco nel 1630 e da Pietro Ricchi tra il 1640 e il 1660.